# ساوی (ماساچوست)
ساوی، ماساچوست
ساوی (به انگلیسی: Savoy) شهرکی در شهرستان برکشایر ایالت ماساچوست می‌باشد که در سال ۱۷۹۷ بنیان‌گذاری شده‌است. این شهرک در سرشماری سال ۲۰۱۰ میلادی، ۶۹۲ نفر جمعیت داشته‌است.